# 羅伯特·馬克
羅伯特·馬克（1991年3月8日—）是一位斯洛伐克足球運動員。在場上的位置是邊鋒或攻擊型中場。現效力於澳大利亞職業足球聯賽球隊FC悉尼。他也代表斯洛伐克國家足球隊參賽。